# Ludwig Faulhaber
Ludwig Faulhaber (* 17. Mai 1893 in Oberpleichfeld; † 15. März 1963 in Bamberg) war ein deutscher römisch-katholischer Theologe und Philosoph.

## Leben
Der Sohn von Margaretha Dülk und Sebastian Faulhaber empfing 1916 die Priesterweihe in Innsbruck. Nach der Promotion zum Dr. phil. in Würzburg am 28. Juli 1921 und der Habilitation 1922 im Fach Apologetik an der Universität Würzburg war er Professor für Religionsphilosophie (von 1925 bis 1958) an der PTH Bamberg (Rektor von 1957 bis 1958 und Prorektor von 1958 bis 1959). Seine Bibliothek gelangte in die Karmelitenbibliothek Bamberg.

## Schriften (Auswahl)
- Wissenschaftliche Gotteserkenntnis und Kausalität. Eine Untersuchung zur Grundfrage der Apologetik mit besonderer Berücksichtigung aktueller Probleme. Würzburg 1922, OCLC 250504473.
- Einsicht und Glaube in ihren gegenseitigen Beziehungen. Bamberg 1933, OCLC 1203865861.
- Das christliche Bild des Menschen. Bamberg 1947, OCLC 21983695.
- Die Kennzeichen der Kirche. Fünf Vorträge. Würzburg 1949, OCLC 260118265.